# First Division 1925-1926
La First Division 1925-1926 è stata la 34ª edizione della massima serie del campionato inglese di calcio, disputato tra il 29 agosto 1925 e il 1º maggio 1926 e concluso con la vittoria dell'Huddersfield Town, al suo terzo titolo consecutivo.
Capocannoniere del torneo è stato Ted Harper (Blackburn) con 43 reti.

## Squadre partecipanti
| Club              | Stagione | Città               | Stadio          | Stagione precedente                   |
| ----------------- | -------- | ------------------- | --------------- | ------------------------------------- |
| Arsenal           | dettagli | Londra              | Arsenal Stadium | 20º posto in First Division           |
| Aston Villa       | dettagli | Birmingham          | Villa Park      | 15º posto in First Division           |
| Birmingham City   | dettagli | Birmingham          | Ewood Park      | 8º posto in First Division            |
| Blackburn         | dettagli | Blackburn           | St Andrew's     | 16º posto in First Division           |
| Bolton            | dettagli | Bolton              | Burnden Park    | 3º posto in First Division            |
| Burnley           | dettagli | Burnley             | Turf Moor       | 19º posto in First Division           |
| Bury              | dettagli | Bury                | Gigg Lane       | 5º posto in First Division            |
| Cardiff City      | dettagli | Cardiff             | Ninian Park     | 11º posto in First Division           |
| Everton           | dettagli | Liverpool           | Goodison Park   | 17º posto in First Division           |
| Huddersfield Town | dettagli | Huddersfield        | Leeds Road      | 1º posto in First Division            |
| Leeds Utd         | dettagli | Leeds               | Elland Road     | 18º posto in First Division           |
| Leicester City    | dettagli | Leicester           | Filbert Street  | 1º posto in Second Division, promosso |
| Liverpool         | dettagli | Liverpool           | Anfield         | 4º posto in First Division            |
| Manchester City   | dettagli | Manchester          | Maine Road      | 10º posto in First Division           |
| Manchester Utd    | dettagli | Manchester          | Old Trafford    | 2º posto in Second Division, promosso |
| Newcastle Utd     | dettagli | Newcastle upon Tyne | St James' Park  | 6º posto in First Division            |
| Notts County      | dettagli | Nottingham          | Meadow Lane     | 9º posto in First Division            |
| Sheffield Utd     | dettagli | Sheffield           | Bramall Lane    | 14º posto in First Division           |
| Sunderland        | dettagli | Sunderland          | Roker Park      | 7º posto in First Division            |
| Tottenham         | dettagli | Londra              | White Hart Lane | 12º posto in First Division           |
| West Bromwich     | dettagli | West Bromwich       | The Hawthorns   | 2º posto in First Division            |
| West Ham Utd      | dettagli | Londra              | Boleyn Ground   | 13º posto in First Division           |

## Classifica finale
|       | Pos. | Squadra           | Pt | G  | V  | N  | P  | GF  | GS  | Med   |
| ----- | ---- | ----------------- | -- | -- | -- | -- | -- | --- | --- | ----- |
|       | 1.   | Huddersfield Town | 57 | 42 | 23 | 11 | 8  | 92  | 60  | 1.533 |
|       | 2.   | Arsenal           | 52 | 42 | 22 | 8  | 12 | 87  | 63  | 1.381 |
|       | 3.   | Sunderland        | 48 | 42 | 21 | 6  | 15 | 96  | 80  | 1.200 |
|       | 4.   | Bury              | 47 | 42 | 20 | 7  | 15 | 85  | 77  | 1.104 |
|       | 5.   | Sheffield Utd     | 46 | 42 | 19 | 8  | 15 | 102 | 82  | 1.244 |
|       | 6.   | Aston Villa       | 44 | 42 | 16 | 12 | 14 | 86  | 76  | 1.132 |
|       | 7.   | Liverpool         | 44 | 42 | 14 | 16 | 12 | 70  | 63  | 1.111 |
|       | 8.   | Bolton            | 44 | 42 | 17 | 10 | 15 | 75  | 76  | 0.987 |
| [ 2 ] | 9.   | Manchester Utd    | 44 | 42 | 19 | 6  | 17 | 66  | 73  | 0.904 |
|       | 10.  | Newcastle Utd     | 42 | 42 | 16 | 10 | 16 | 84  | 75  | 1.120 |
|       | 11.  | Everton           | 42 | 42 | 12 | 18 | 12 | 72  | 70  | 1.029 |
|       | 12.  | Blackburn         | 41 | 42 | 15 | 11 | 16 | 91  | 80  | 1.138 |
|       | 13.  | West Bromwich     | 40 | 42 | 16 | 8  | 18 | 79  | 78  | 1.013 |
|       | 14.  | Birmingham City   | 40 | 42 | 16 | 8  | 18 | 66  | 81  | 0.815 |
|       | 15.  | Tottenham         | 39 | 42 | 15 | 9  | 18 | 66  | 79  | 0.835 |
|       | 16.  | Cardiff City      | 39 | 42 | 16 | 7  | 19 | 61  | 76  | 0.803 |
|       | 17.  | Leicester City    | 38 | 42 | 14 | 10 | 18 | 70  | 80  | 0.875 |
|       | 18.  | West Ham Utd      | 37 | 42 | 15 | 7  | 20 | 63  | 76  | 0.829 |
|       | 19.  | Leeds Utd         | 36 | 42 | 14 | 8  | 20 | 64  | 76  | 0.842 |
|       | 20.  | Burnley           | 36 | 42 | 13 | 10 | 19 | 85  | 108 | 0.787 |
|       | 21.  | Manchester City   | 35 | 42 | 12 | 11 | 19 | 89  | 100 | 0.890 |
|       | 22.  | Notts County      | 33 | 42 | 13 | 7  | 22 | 54  | 74  | 0.730 |

Legenda:
      Campione d'Inghilterra.
      Retrocessa in Second Division.
Regolamento:
Due punti a vittoria, uno a pareggio, zero a sconfitta.
A parità di punti le squadre venivano classificate secondo il quoziente reti.